# رواية بحرية

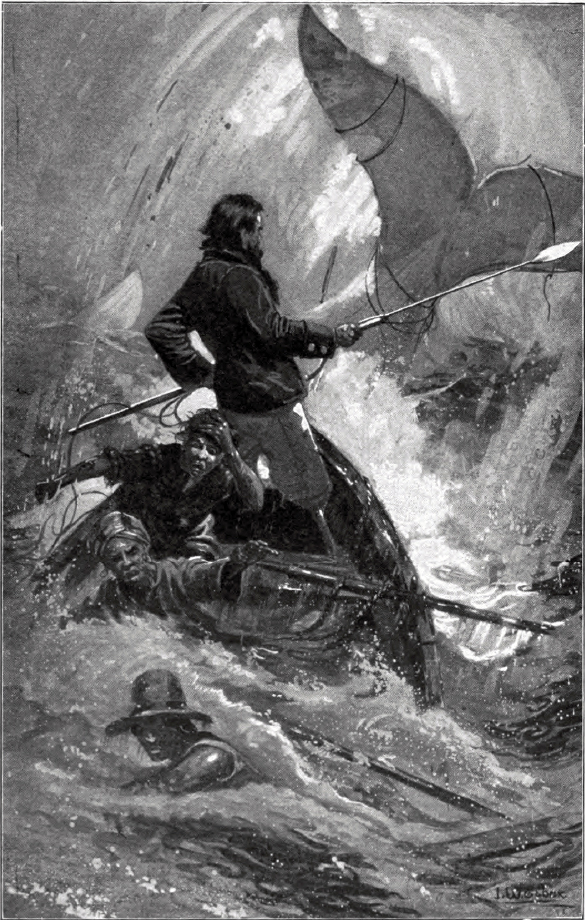
رسم توضيحي من طباعة عام 1902 لموبي ديك، إحدى الروايات البحرية الأمريكية الشهيرة

الرواية البحرية وغالبًا ما تُعرف برواية القوات البحرية، أوالخَيال البحري، نوع من أنواع الأدب في بيئة البحر وما يُحيط به، يركز على علاقات الإنسان بالبحر، والرحلات البحرية، وثقافات البحر السائدة في هذه البيئات. البيئات في الرواية البحرية تختلف اختلافاً كبيراً، وتحتوي على: سفن الشحن، وعابرات المحيط، وسفن القوات البحرية، وسفن الصيد، وقوارب النجاة.. إلخ، إلى جانب  الموانئ البحرية وقرى الصيد. عند وصف الأدب البحري، غالبًا ما يشير الباحثون إلى الروايات، والروايات القصيرة، والقصص القصيرة، أحيانًا تحت اسم روايات البحر أو القصص البحرية. تُكيّف هذه الأعمال أحيانًا للمسرح والسينما والتلفزيون.
يتبع تطور الأدب البحري تطور الرواية باللغة الإنجليزية، بينما كانت التقاليد بريطانية وأمريكية شمالية بشكل أساسي، كانت هناك أيضًا أعمال مهمة من الأدب في اليابان، وفرنسا، واسكندنافيا، والتقاليد الغربية الأخرى.  على الرغم من أن معالجة الموضوعات والأماكن المتعلقة بالبحر والثقافة البحرية شائعة طوال تاريخ الأدب الغربي، فإن الخيال البحري كنوع متميز، كان أول من ابتكره جيمس فينيمور كوبر (القبطان، 1824)، وفريدريك ماريات (فرانك ميلدماي، 1829، والسيد ايزي ضابط البحر 1836) في أوائل القرن التاسع عشر. كانت هناك بوادر من القرن الثامن عشر وما قبلها لها بيئات بحرية، ولكن القليل منها تم تطويره بشكل غني مثل الأعمال اللاحقة في هذا النوع. تطور هذا النوع ليشمل الأعمال الأدبية البارزة مثل موبي ديك (1851) لهيرمان ملفيل، وجوزيف كونراد اللورد جيم (1899-1900)، روايات شهيرة مثل سلسلة سي إس فورسترهورنبلور (1937-1967)، وأعمال لمؤلفين تتوسط الفجوة بين الروايات الشعبية والأدبية ، مثل سلسلة باتريك أوبرايان، أوبري ماتورين (1970-2004).
بسبب الهيمنة التاريخية للثقافة البحرية من قبل الرجال، فإنهم عادة ما يكونون الشخصيات المركزية، باستثناء الأعمال التي تتميز بالسفن التي تحمل مسافرات. لهذا السبب، غالبًا ما يجري تسويق الأدب البحري للرجال. يتضمن الأدب البحري عادةً موضوعات مميزة، مثل التركيز على الفحولة والبطولة، والتحقيقات في التسلسل الهرمي الاجتماعي، والصراعات النفسية للفرد في بيئة البحر المعادية. من الناحية الأسلوبية، يتوقع قراء هذا النوع التركيز على المغامرة والتمثيل الدقيق للثقافة البحرية واستخدام اللغة البحرية. قد تكون الرواية البحرية رومانسية، مثل الرومانسية التاريخية، والخيالية، ورواية المغامرة، وقد تتداخل أيضًا مع أنواع خيال الحرب وأدب الأطفال وروايات الرحلات مثل: النوعية الروبنسونية، ورواية المشكلة الاجتماعية والخيال النفسي.

## تَعْريف

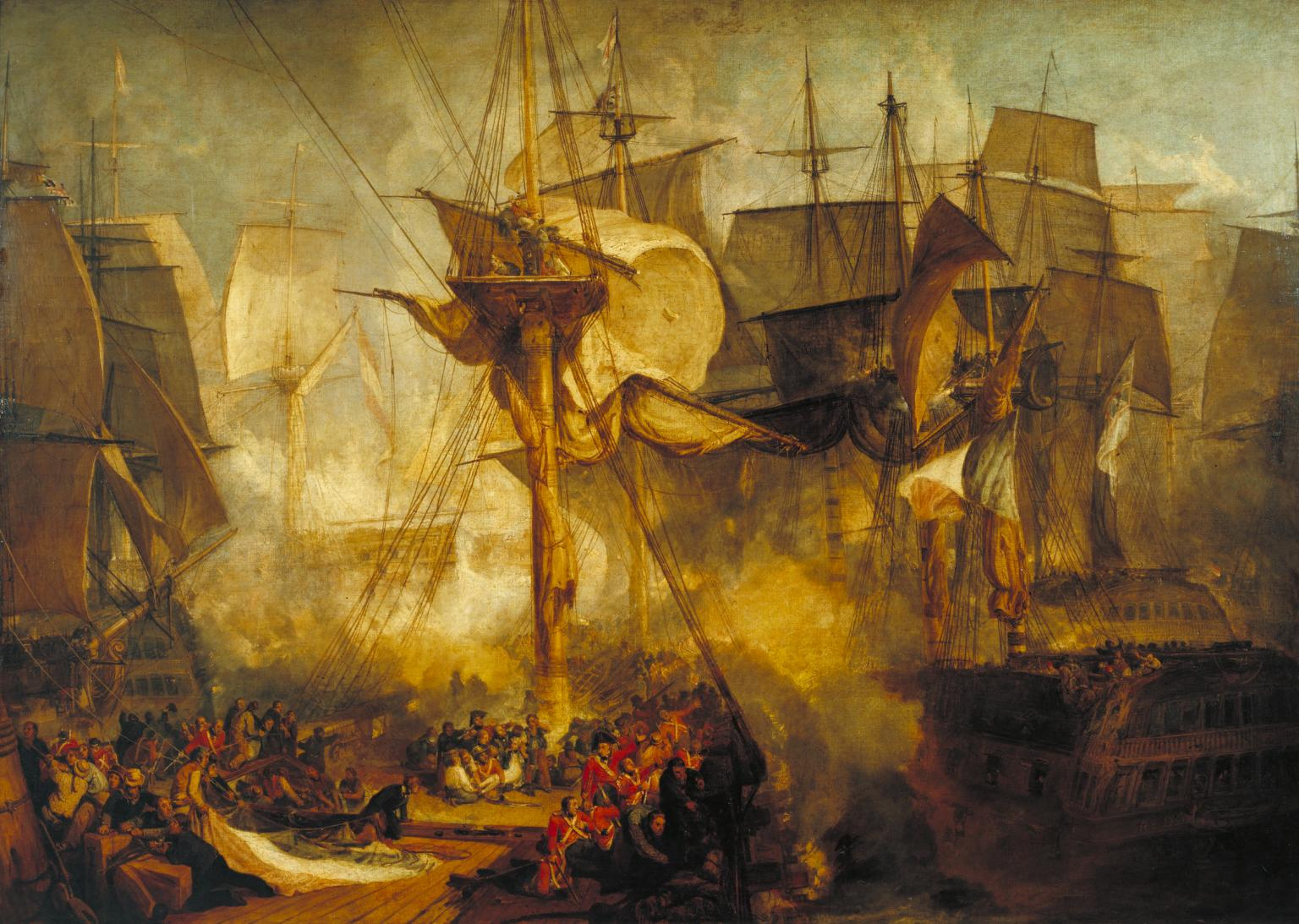
جاي إم دبليو تيرنر، معركة ترافالغار (حوالي عام 1806). تعكس المناظر البحرية لتيرنر، الموقف الجديد للحركة الرومانسية تجاه البحر

ما يشكل الرواية البحرية أو القصص البحرية، وروايات القوات  البحرية، أو رواية البحر والبحّارة، يعتمد إلى حد كبير على تركيز المعلق. تشمل الرواية البحرية سياقاً تقليديًا في روايات ماريات، وكونراد، وملفيل، وفوريستر، وأوبريان: روايات تدور أحداثها بشكل أساسي حول البحر ، وتغمر الشخصيات في الثقافة البحرية. تتبع القصص البحرية النموذجية الشكل السردي "للبحار يشرع في رحلة؛ في أثناء الرحلة يختبر – عن طريق البحر أو من قبل زملائه أو من قبل أولئك الذين يصادفهم على شاطئ آخر؛ التجربة إما تحطمه أو ترفعه".
اختار بعض الأُدباء توسيع تعريف ما يشكل الرَوي البحري.  ومع ذلك، فهذه تعريفات غير متسقة: يختار البعض مثل برنارد كلاين توسيع هذا التعريف إلى منظور موضوعي، وهو يحدد مجموعته "قصص البحر" حول سؤال أوسع عن "بريطانيا والبحر" في الأدب، والذي يتضمن الأدب التعليمي البحري السادس عشر والسابع عشر، والتصوير القصصي للبحرية التي تقدم صدىً ثقافيًا دائمًا، على سبيل المثال، كتاب من تأليف جون ميلتون الفردوس المفقود وكوليردج "طقوس البحارة القديمة". عند اختيار عدم الوقوع في هذا التعريف الواسع، ولكن أيضًا باختيار تضمين خيال أكثر من مجرد ما هو صريح حول البحر، يختار جون بيك خيالًا بحريًا أوسع، يتضمن أعمالًا مثل جين أوستن مانسفيلد بارك (1814)، وجورج إليوت دانييل ديروندا (1876)، التي تصور المواقف الثقافية التي تعتمد على الاقتصاد البحري والثقافي، دون استكشاف التجربة البحرية الصريحة. ومع ذلك، كما يلاحظ الناقد لويس إيغلاسيوس، عند الدفاع عن نشأة نوع الرواية البحرية لجيمس فينيمور كوبر، يشمل توسيع هذا التعريف العمل "الذي يميل إلى النظر إلى البحر من منظور الشاطئ" مع التركيز على تأثير الثقافة البحرية على الثقافة العامة أو المجتمع على الشاطئ أو التركيز على الأفراد غير المطلعين على الحياة البحرية.
تركز هذه المقالة على رواية البحر/البحارة، وتتجنب المناقشات الموضوعية الأوسع للموضوعات البحرية في الثقافة. وبذلك، يسلط هذا المقال الضوء على ما يصفه النقاد بالتعريف الأكثر تقليدية لهذا النوع، حتى عندما يحاولون توسيع نطاقه.

## التفاصيل البحرية واللغة
إن التباين بين الأدب البحري والأدب الآخر الذي يستخدم البحر فقط كإطار أو خلفية هو استثمار في التفاصيل البحرية. يصف لويس إغليسياس استخدام جيمس فينيمور كوبر في كتابه القبطان للغة البحرية و"المخلص [...] الأوصاف للمناورات البحرية والتعبير العامي عن البَحّارة" على أنه يعزز سطوة عمله للقارئ، ويعطي مزيدًا من المصداقية للشخصيات، مما يميزها عن الأعمال الخيالية السابقة التي تدور في البحر أو حوله.